# NASL Most Valuable Player
Il NASL Most Valuable Player è stato un premio calcistico annuale assegnato dalla North American Soccer League al miglior calciatore del campionato dal 1968 al 1984. Non c'erano limitazioni di nazionalità, ogni giocatore di una qualsiasi squadra della NASL poteva vincere il premio.

## Vincitori
| Edizione | Vincitore         | Squadra                |
| -------- | ----------------- | ---------------------- |
| 1968     | John Kowalik      | Chicago Mustangs       |
| 1969     | Cirilio Fernandez | Kansas City Spurs      |
| 1970     | Carlos Metidieri  | Rochester Lancers      |
| 1971     | Carlos Metidieri  | Rochester Lancers      |
| 1972     | Randy Horton      | New York Cosmos        |
| 1973     | Warren Archibald  | Miami Toros            |
| 1974     | Peter Silvester   | Baltimore Comets       |
| 1975     | Steve David       | Miami Toros            |
| 1976     | Pelé              | New York Cosmos        |
| 1977     | Franz Beckenbauer | New York Cosmos        |
| 1978     | Mike Flanagan     | New England Tea Men    |
| 1979     | Johan Cruijff     | Los Angeles Aztecs     |
| 1980     | Roger Davies      | Seattle Sounders       |
| 1981     | Giorgio Chinaglia | New York Cosmos        |
| 1982     | Peter Ward        | Seattle Sounders       |
| 1983     | Roberto Cabañas   | New York Cosmos        |
| 1984     | Steve Zungul      | Golden Bay Earthquakes |